# Форкалькье (кантон)
Форкалькье́ (фр. Forcalquier) — кантон во Франции, находится в регионе Прованс — Альпы — Лазурный Берег, департамент Альпы Верхнего Прованса. Входит в состав округа Форкалькье.
Код INSEE кантона — 0410. Всего в кантон Форкалькье входит 10 коммун, из них главной коммуной является Форкалькье.

## Коммуны кантона
| Коммуна                  | Население, чел. (2006) | Почтовый индекс | Код INSEE |
| ------------------------ | ---------------------- | --------------- | --------- |
| Вильнёв                  | 3413                   | 04180           | 04242     |
| Дофен                    | 796                    | 04300           | 04068     |
| Лиман                    | 345                    | 04300           | 04104     |
| Ман                      | 1329                   | 04300           | 04111     |
| Ньозель                  | 229                    | 04300           | 04138     |
| Пьеррю                   | 521                    | 04300           | 04151     |
| Сен-Мем                  | 797                    | 04300           | 04188     |
| Сен-Мишель-л’Обсерватуар | 1065                   | 04870           | 04192     |
| Сигонс                   | 393                    | 04300           | 04206     |
| Форкалькье               | 4654                   | 04300           | 04088     |

## Население
Население кантона на 2008 год составляло 13 675 человек.
| 1962  | 1968  | 1975  | 1982  | 1990   | 1999   | 2006   | 2007   | 2008   |
| ----- | ----- | ----- | ----- | ------ | ------ | ------ | ------ | ------ |
| 5 474 | 6 590 | 7 179 | 8 806 | 10 744 | 12 007 | 12 746 | 13 615 | 13 675 |